# Ana Pauker
Ana Pauker (Codaesti, província de Vaslui, 13 de desembre de 1893  – Bucarest, 14 de juny de 1960) va ser una líder comunista romanesa, ministra d'Afers Exteriors durant els anys 1940 i 1950, així com la líder de facto del Partit Comunista de Romania després de la Segona Guerra Mundial. Va ser la primera dona a ostentar el càrrec de Ministra d'Afers Exteriors al món.
Durant la Segona Guerra Mundial, va refugiar-se a la Unió Soviètica, des d'on organitzà la divisió Tudor Vladimirescu per lluitar contra els nazis al seu país.
El 1952, en un context d'antisemitisme dins del moviment comunista, va ser víctima d'una purga política i se la va desposseir de tots els seus càrrecs. Després de la mort de Stalin va passar diversos cops per la presó i va ser expulsada del partit. Va treballar de traductora fins a la seva mort el 1960.